# Чмирук Дмитро Архипович
Дмитро Архипович Чмирук — майстер спорту СРСР, заслужений тренер України з велоспорту, заслужений працівник фізичної культури і спорту України, голова Федерації велоспорту Київської області.
Директор Київської обласної спеціалізованої дитячо-юнацької школи олімпійського резерву «Промінь» з велосипедного спорту (місто Біла Церква).
Станом на початок 2018 року у велошколі, яку очолює Дмитро Чмирук, підготовлено: 4 срібних олімпійських призера, 11 чемпіонів світу та 11 світових призерів, 12 чемпіонів Європи, та 12 призерів, 26 володарів Кубку світу, понад 60 переможців міжнародних змагань, понад 200 майстрів спорту України, 83 майстри спорту України міжнародного класу, 7 заслужених майстрів спорту України, 13 заслужених тренерів України.